# Red Pump Special
Red Pump Special es el tercer álbum de estudio del cantautor escocés Rab Noakes. Fue publicado en mayo de 1974 a través del sello Warner Bros. Records.

## Antecedentes
En 1973, Noakes estaba forjando su propio camino como un artista solista desde que abandonó Stealers Wheel. Por casualidad, consiguió el favor suficiente de Warner Bros. como para conseguir un par de sesiones de grabación en los estudios Quadrophonic Sound, en Nashville, Tennessee, con músicos de sesión de primer nivel. Red Pump Special contenía 10 canciones. Ocho de los temas fueron compuestos por el propio Noakes. «Clear Day», el sencillo principal del álbum, fue escrito por Joe Egan y Gerry Rafferty de Stealers Wheel. Egan y Rafferty cantan coros en esa canción y «Branch», el segundo y último sencillo del álbum.

## Rendimiento comercial
La revista Billboard informó en la semana del 25 de mayo de 1974 que Red Pump Special fue una selección en radio FM con emisión en KYLE-FM, una de las principales estaciones progresivas de los Estados Unidos.

## Lista de canciones
Todas las canciones escritas y compuestas por Rab Noakes, excepto donde esta anotado. 
| Lado uno |                                   |          |  |
| N.º      | Título                            | Duración |  |
| 1.       | «Pass the Time»                   | 3:09     |  |
| 2.       | «As Big as His Size»              | 2:58     |  |
| 3.       | «Tomorrow Is Another Day»         | 3:07     |  |
| 4.       | «The Sketcher and the Last Train» | 3:28     |  |
| 5.       | «Diamond Ring»                    | 3:44     |  |

| Lado dos |                             |                                |          |  |
| N.º      | Título                      | Escritor(es)                   | Duración |  |
| 1.       | «Branch»                    |                                | 2:45     |  |
| 2.       | «Wrong Joke Again»          |                                | 4:12     |  |
| 3.       | «Sittin' in a Corner Blues» |                                | 2:52     |  |
| 4.       | «Clear Day»                 | Gerry Rafferty Joe Egan Noakes | 2:42     |  |
| 5.       | «Frisco Depot»              | Mickey Newbury                 | 3:49     |  |

- Los lados uno y dos fueron combinados como pista 1–10 en la reedición de CD.

| 40th anniversary edition – disco uno: Bonus tracks |                                              |                      |          |  |
| N.º                                                | Título                                       | Escritor(es)         | Duración |  |
| 11.                                                | «Wait Down Here» (previously unreleased)     |                      | 3:56     |  |
| 12.                                                | «What's the Matter?» (previously unreleased) |                      | 4:05     |  |
| 13.                                                | «Clear Day» (single version)                 | Rafferty Egan Noakes | 2:42     |  |
| 14.                                                | «Branch» (single version)                    |                      | 2:47     |  |

## Créditos y personal
Créditos adaptados desde las notas de álbum de Red Pump Special.
Músicos
- Rab Noakes – voz principal, guitarra rítmica
- Ray Jackson – armónica en «Pass the Time»
- Reggie Young – guitarra líder en «Pass the Time»
- Tommy Jackson – violín tradicional en «The Sketcher and the Last Train»
- Gerry Rafferty – coros en «Branch» y «Clear Day»
- Joe Egan – coros en «Branch» y «Clear Day»
- Shel Talmy – pandereta en «Clear Day»
- John Christopher – guitarra rítmica
- Teddy Irwin – guitarra líder
- Weldon Myrick – dobro
- John Harris – piano
- Tommy Cogbill – bajo eléctrico
- Kenneth Battrey – batería

The Memphis Horns
- Wayne Jackson – trompeta
- Andrew Love – saxofón tenor
- Ed Logan – saxofón tenor
- James Mitchell – saxofón barítono
- Jack Hale – trombón

Personal técnico
- Elliot Mazer – productor, ingeniero de audio
- Geoff Allan – masterización
- Ruby Mazur – diseño, fotografía